# Die TeXnische Komödie

Die TeXnische Komödie (DTK) је часопис чланова удружења Deutschsprachigen Anwendervereinigung TeX (DANTE).
Часопис садржи интерне комуникације и извештаје са конференција, као и научне и практичне чланке о свим аспектима за инсталацију TeX система и пратећи софтвер (посебно за LaTeX, али и за ConTeXt, LuaTeX, XeTeX или BibTeX/Biber), као и прегледе нове литературе. Аутори су обично чланови DANTE удружења, програмери или корисници.
Часопис постоји од оснивања удружења 1989. године. Излази четири пута годишње у тиражу од 2.400 примерака и бесплатно се дели свим члановима DANTE удружења. Једном годишње TeX колекција је приложена са тренутном TeX дистрибуцијом TeXLive, као и копијом TeX-а.
Назив часописа је алузија на Божанствену комедију италијанског песника и филозофа Дантеа Алигијерија.